# خیابان خرمشهر
خیابان خرمشهر (نام پیشین: خیابان آپادانا) یکی از خیابان‌های شهر تهران است که در منطقه عباس‌آباد و در منطقه ۷ شهرداری تهران قرار دارد. این خیابان خیابانی شرقی-غربی است که از سمت شرق به خیابان سهروردی (خیابان فرح) و از سمت غرب به خیابان شهید قنبرزاده  در مجاورت مصلای تهران منتهی می‌شود. این خیابان به افتخار شهر خرمشهر در استان خوزستان نام گذاری شده است.
نزدیک ترین ایستگاه مترو به این خیابان ایستگاه مترو سهروردی می باشد.